# Kudoa iwatai
Kudoa iwatai is een microscopische parasiet uit de familie Kudoidae. Kudoa iwatai werd in 1983 beschreven door Egusa & Shiomitsu. 